# La Bastide (Pyrénées-Orientales)
La Bastide is een gemeente in het Franse departement Pyrénées-Orientales (regio Occitanie) en telt 90 inwoners (2009). De plaats maakt deel uit van het arrondissement Céret.

## Geografie
De oppervlakte van La Bastide bedraagt 16,0 km², de bevolkingsdichtheid is dus 5,6 inwoners per km².

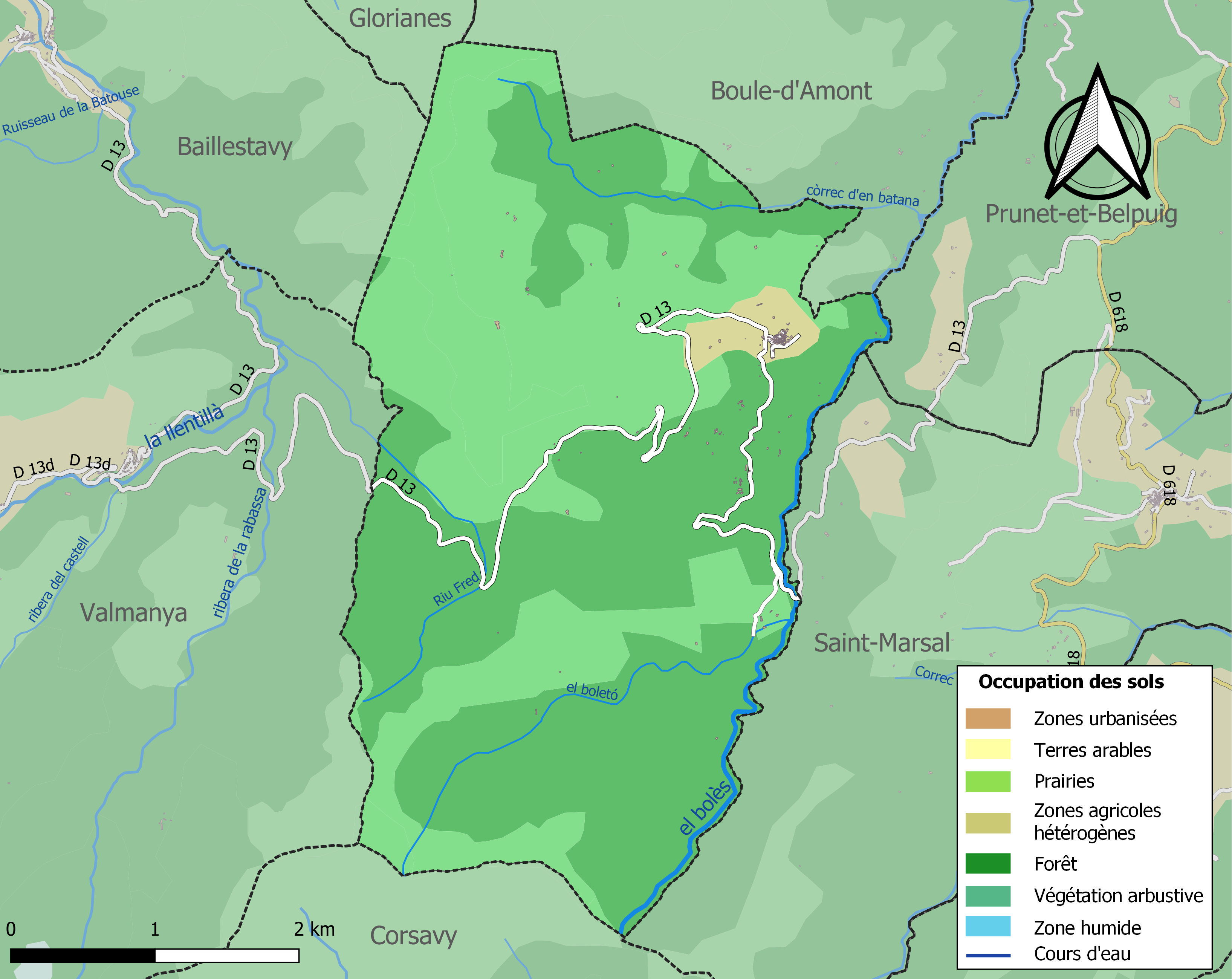
Kaart van de gemeente met de belangrijkste infrastructuur, bodemgebruik en omliggende gemeenten

## Demografie
Onderstaande figuur toont het verloop van het inwonertal (bron: INSEE-tellingen).